# Tatarewo (obwód Chaskowo)
Tatarewo (bułg. Татарево) – wieś w południowej Bułgarii, w obwodzie Chaskowo, w gminie Minerałni bani.